# Jodenkoek
Um jodenkoek (também jodekoek, literalmente biscoito judeu) é um biscoito grande e achatado típico dos Países Baixos. A receita é feita de massa amanteigada com cerca de 5 cm de diâmetro.   

## História
A menção mais antiga da receita sob nome de jodenkoeken data de um anúncio publicado no jornal Leeuwarder Courant em 1873, feito pelo padeiro Foppe Egbertus de Haan. Acredita-se que o nome tenha se popularizado mais ainda por conta de um padeiro judeu de Amsterdã que os vendia na década de 1920. Esse padeiro vendeu a receita a um coletivo de padarias de Enkhuizen. O Centro de Informação e Documentação de Israel afirma que a origem seria outra: um padeiro judeu, de Enkhuizen, vendia bolos amanteigados que adquiriram o nome em associação ao criador.
Registros em Alkmaar apontam que os bolos começaram a ser preparados em 1883 pela padaria Stam aan de Houttil. Em 1924, o negócio foi assumido por Dirk Davelaar, um padeiro de Zaandam. A Davelaar ainda existe, e em 1983 o centenário da receita foi comemorado pela padaria com a confecção de embalagens especiais comemorativas.
Desde a reforma ortográfica do Neerlandês de 1996, alguns produtores mudaram o nome do produto para jodenkoek, mas muitos ainda usam o antigo nome jodenkoek.

## Características e variações
O jodenkoek é feito de uma massa amanteigada, facilmente esfarelada. Seus ingredientes são farinha de trigo, manteiga, açúcar, ovo e canela; aos ingredientes-base, é comum que se adicione casca de limão, baunilha e macis. Os ingredientes são todos misturados até se tornarem uma massa consistente, que é enformada em discos e assada por um curto período de tempo até dourar.
Os jodenkoeken costumam ser comidos acompanhando café ou chá. 

### Wieringer jodenkoeken
Na antiga ilha de Wieringen, prepara-se uma variação da receita conhecida como Wieringer Jodekoeken, que possui ingredientes e sabor diferentes. Isso provavelmente aconteceu devido ao isolamento de quando Wieringer era uma ilha verdadeira, majoritariamente populada e frequentada por pescadores e fazendeiros. O canal entre o continente e a ilha foi aterrado em 1924.
Eles tem coloração amarronzada e um tamanho maior do que os outros jodenkoeken, com aproximadamente 8cm de diâmetro. Essa versão é mais grossa, possui sabor similar ao do spekulaas e é polvilhada com açúcar após ser assada.